# Julie Powell
Julie Powell (nascida Foster; Austin, 20 de abril de 1973 – Olivebridge, 26 de outubro de 2022) foi uma escritora americana conhecida pelo seu livro de 2005 Julie & Julia: 365 Days, 524 Recipes, 1 Tiny Apartment Kitchen baseado em seu blog, o Julie/Julia Project. Uma adaptação cinematográfica baseada em seu livro chamado Julie & Julia foi lançada em 2009.
Seu segundo livro, Cleaving: a Story of Marriage, Meat, and Obsession, foi publicado em 2009.

## Morte
Julie Powell morreu aos 49 anos em 26 de outubro de 2022 em sua residência, vítima de uma parada cardíaca.